# Sara Joyner

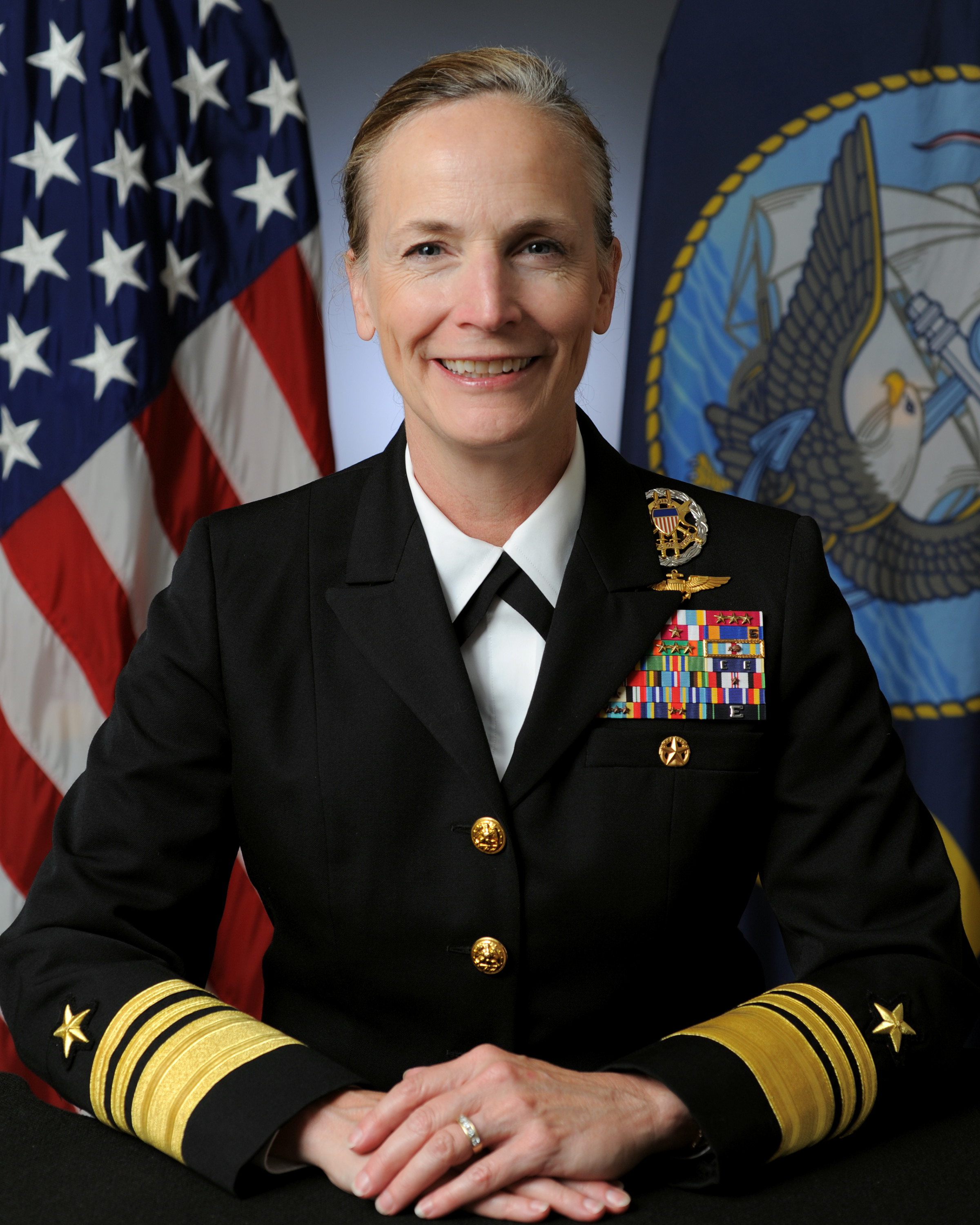
Sara A. Joyner (2022)

Sara Annette Joyner (* 1967 in Hoopers Island, Dorchester County, Maryland, als Sara Annette Applegarth) ist ein Offizier der United States Navy im Rang eines Vice Admirals. Sie war die erste weibliche Kampfflugzeugpilotin der Navy, die ein Kampfflugzeuggeschwader (Carrier Air Wing Three) kommandierte. Derzeit dient sie als Direktorin für Streitkräftestruktur, Ressourcen und Bewertung (J8) bei den Joint Chiefs of Staff.

## Frühes Leben und Ausbildung
Joyner wurde als Sara Annette Applegarth geboren und wuchs in Hoopers Island, Maryland, auf. Ihr Vater Hubert Applegarth war 1951 ebenfalls Absolvent der United States Naval Academy und zuletzt Commander. 1989 schloss sie die Akademie mit einem Bachelor of Science in Ozeanographie ab und wurde als Ensign in die Navy aufgenommen. Im Juli 1991 erhielt sie ihre „Pilotenschwinge“  zum Abschluss der Ausbildung zum Marineflieger.

## Militärische Laufbahn
Nach ihrer Ausbildung diente Joyner zunächst als Pilotin auf der A-4 Skyhawk bei den Staffeln VC-5 und VC-8, sogenannten „Aggressor Squadrons“, die zur Ausbildung anderer Piloten gegnerische Flugzeuge und Taktiken simulieren. 1996 wechselte sie auf die F/A-18 Hornet und flog bei der Staffel VFA-147. Am 2. März 2007 übernahm sie das Kommando über die Staffel VFA-105 und wurde damit die erste Frau, die eine Strike-Fighter-Staffel der Navy kommandierte.
2013 übernahm sie das Kommando über das Carrier Air Wing Three und wurde somit die erste Frau, die ein solches Geschwader der US Navy leitete. Unter ihrer Führung absolvierte die Einheit einen Einsatz an Bord der USS Harry S. Truman. Von Juni 2018 bis August 2019 diente Joyner als Direktorin für Personal und Manpower (J1) im Joint Staff. Anschließend übernahm sie das Kommando über die Carrier Strike Group 2, das sie bis April 2020 innehatte. Danach war sie bis Mai 2022 als Chief of Legislative Affairs für die Navy tätig.
Im April 2022 wurde sie für die Beförderung zum Vizeadmiral und die Position der Direktorin für Streitkräftestruktur, Ressourcen und Bewertung (J8) im Joint Staff nominiert und am 3. Juni 2022 befördert.

## Persönliches
Joyner ist mit Commander James Mitchell Joyner IV verheiratet, einem Lehrgangskameraden von der Naval Academy und ebenfalls Marineflieger. Das Paar heiratete am 19. Februar 1992 in Cameron County, Texas, und hat zwei Kinder.